# Tarsacq
Tarsacq é uma comuna francesa na região administrativa da Nova Aquitânia, no departamento dos Pirenéus Atlânticos. Estende-se por uma área de 4,25 km². Em 2010 a comuna tinha 530 habitantes (densidade: 124,7 hab./km²).